# 聖蹟寺

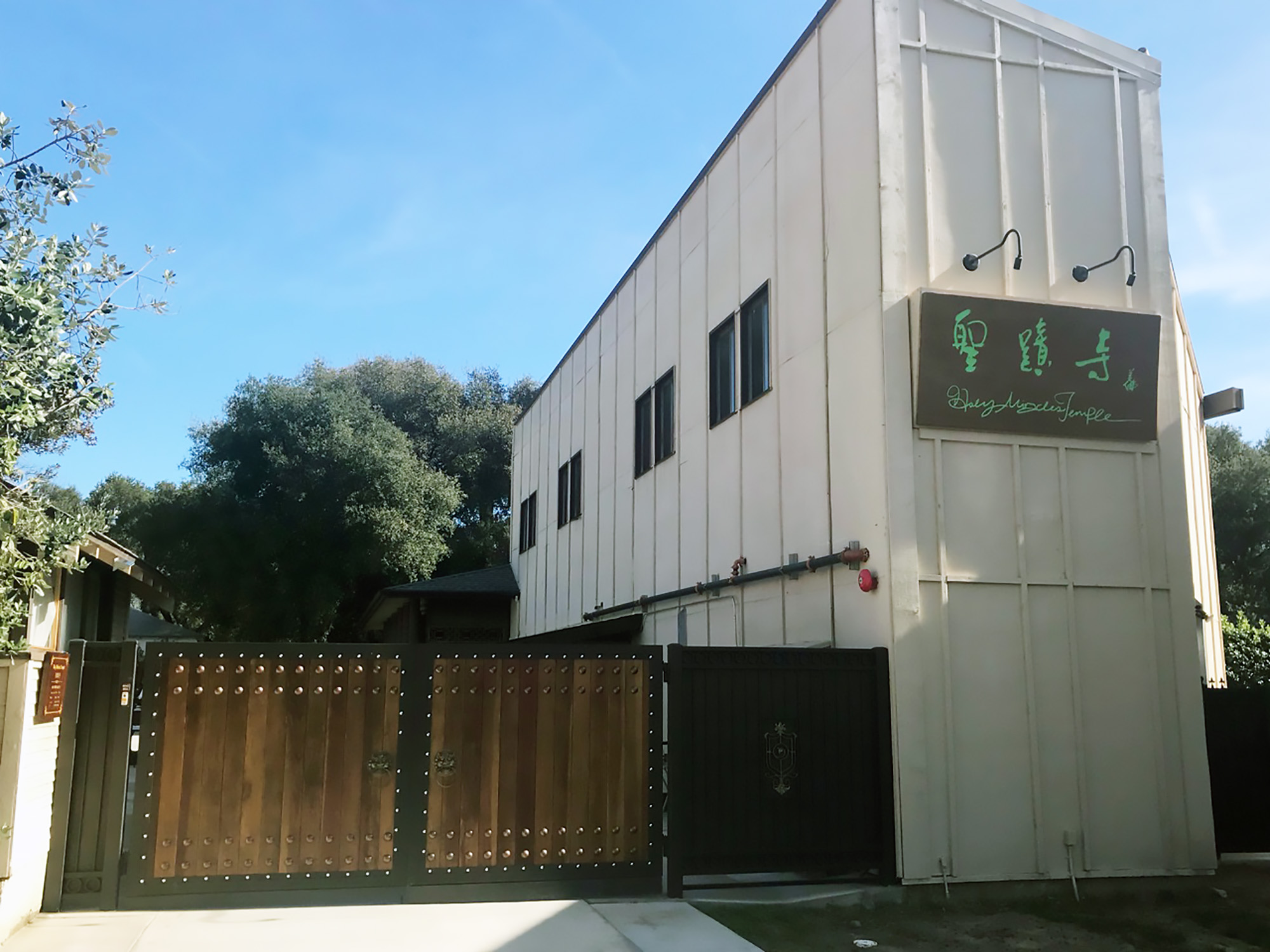
聖蹟寺

聖蹟寺（せいせきじ、英語：Holy Miracles Temple）, アメリカのカリフォルニア州パサデナ市にあり、世界佛教総本部所属の寺院である。2017年1月に、仏教の高僧である因海和尚が円寂したが、その十数日後に、体つきや容貌が若返り、その全身が肉身佛の佛舎利となって成就したことを証明したのである。これは、聖蹟寺で起きたことである。

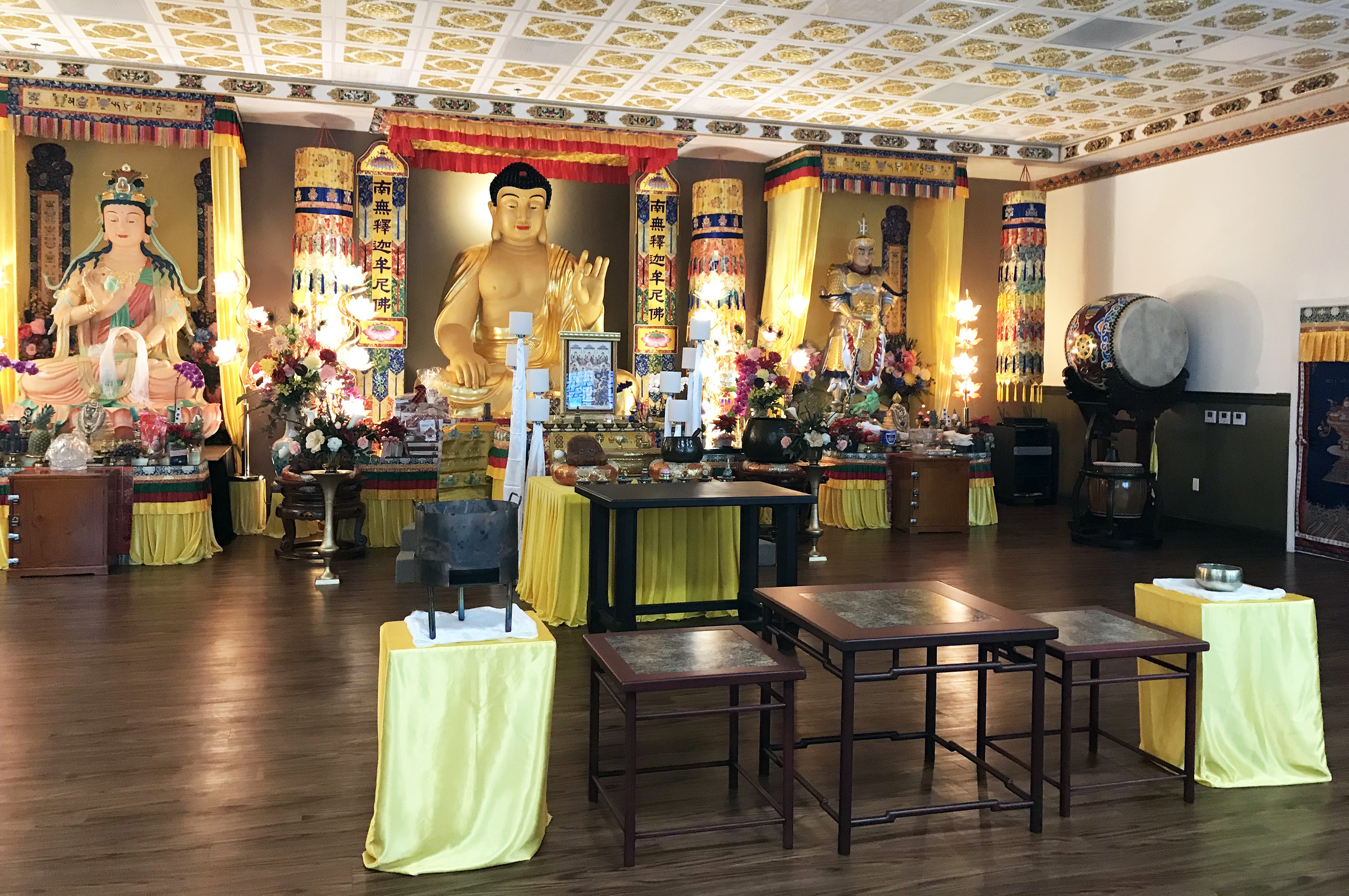
聖蹟寺本堂

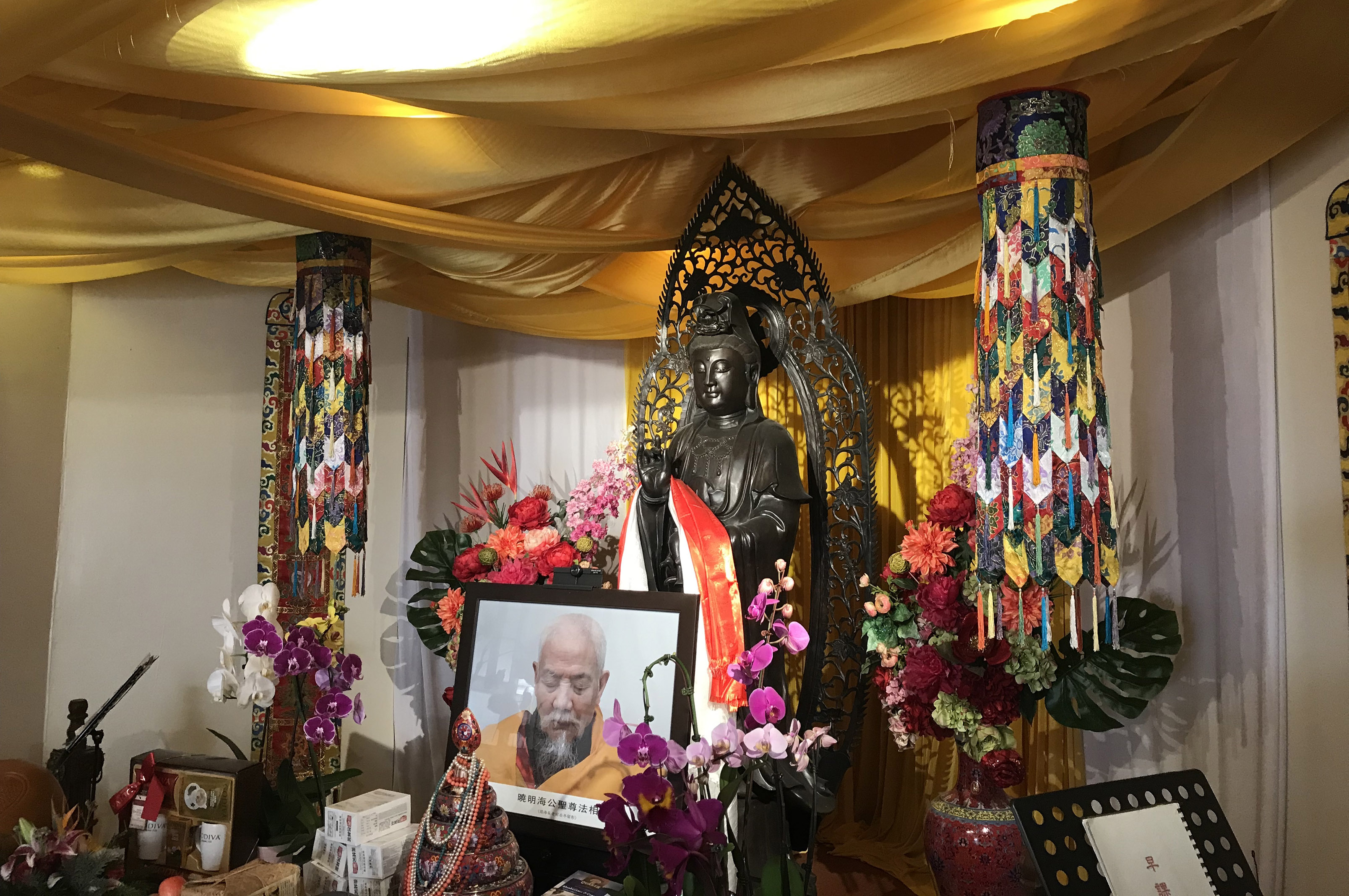
聖蹟寺観音殿

## 建物施設
本堂
本堂に入ると正面には、釈迦如来の仏像と薬王菩薩、韋駄天の聖像、左側は対比仏像を祀ってある。この寺は法会を行い、仏弟子を接見する場所である。
観音殿
観音殿は、本堂の右側にあり、観音菩薩の立像と因海長老の神秘的な画を祀ってある。

## 重要な法会
- 2014年 《藉心經說真諦》至宝経典法会[2]
- 2018年 勝義護摩大法会[3]